# Детлев Вулф Бронк
Детлев Вулф Бронк (англ. Detlev Wulf Bronk; 13 серпня 1897, Нью-Йорк, США — 17 листопада 1975, Нью-Йорк) — американський фізіолог і біофізик, член Національної академії наук США (1945), закордонний член АН СРСР (1958).

## Біографія
В 1921 році закінчив Мічиганський університет. Деякий час там працював, але потім перейшов до Пенсильванського університету. З 1929 року — професор цього закладу. Упродовж 1929—1949 рр. — директор наукового фонду Джонсона при Пенсильванському університеті.
Під час Другої світової війни був координатором наукових досліджень, що проводилися за замовленням військово-повітряних сил США.
У 1949—1953 рр. — ректор університету Джонса Гопкінса, в 1953–1968 роках — ректор Рокфеллерівського університету, з 1968 років — почесний президент Рокфелерівського університету.
Почесний член багатьох наукових установ і університетів.

## Наукова діяльність
Основні роботи присвячені електрофізіології нервової системи, механізму синаптичної передачі збудження та інші. Під його керівництвом розроблено низку біофізичних методів для одночасного дослідження тканинного обміну та електричної активності кори головного мозку, симпатичних гангліїв та інших елементів центральної нервової системи.

## Нагороди
- Золота медаль Міжнародного товариства ім. Б. Франкліна (1958);
- Премія ім. Лемана Нью-Йоркської АН (1974);

інші нагороди.